# Stile regolare

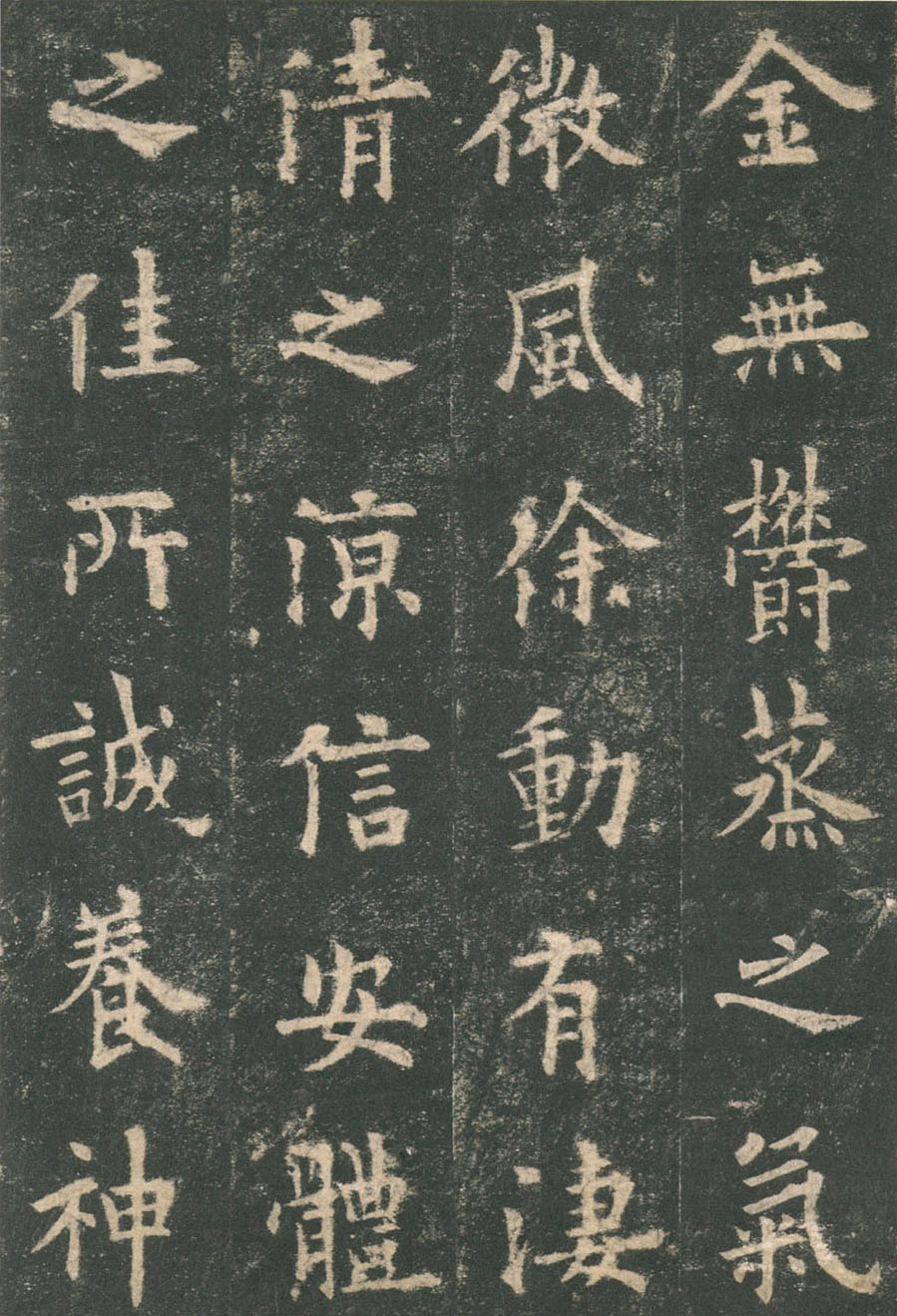
九成宮醴泉銘 di 歐陽詢, Una pagina di uno sfregamento di pietra della dinastia Song

Lo stile regolare (cinese tradizionale: 楷書; cinese semplificato: 楷书; pinyin: kǎishū; Hepburn: kaisho), chiamata anche 正楷 (pinyin: zhèngkǎi), 真書 (zhēnshū), 楷體 (kǎitǐ) e 正書 (zhèngshū), è il più recente degli stili di scrittura cinesi (apparso dalla dinastia Cao Wei intorno al 200 a.C. e maturato stilisticamente intorno al VII secolo). È lo stile più comune negli scritti moderni e il terzo più comune nelle pubblicazioni (dopo gli stili Ming e gotico, che vengono utilizzati esclusivamente in stampa).

## Storia
La sceneggiatura regolare è nata tra le dinastie Hàn orientale e Cáo Wèi, e il suo primo maestro conosciuto era Zhōng Yáo (a volte leggeva anche Zhōng Yóu; 鍾繇), vissuto nel periodo da E. Hàn a Cáo Wèi, c. 151–230 CE. È conosciuto come il "padre della scrittura regolare" e le sue opere famose includono Xuānshì Biǎo (宣示 表), Jiànjìzhí Biǎo (薦季直表) e Lìmìng Biǎo (力命表). Qiu Xigui descrive la sceneggiatura nello Xuānshì Biǎo di Zhong come:
... che emerge chiaramente dal grembo della scrittura semi-corsiva del primo periodo. Se si dovesse scrivere la varietà ben scritta della scrittura semicorsiva del primo periodo in un modo più dignitoso e si usasse coerentemente la tecnica della pausa (dùn 頓, usata per rinforzare l'inizio o la fine di un tratto) quando si terminano i tratti orizzontali, una pratica che appare già nella scrittura semicorsiva del primo periodo, e inoltre se si usassero tratti che cadono a destra con i piedi spessi, il risultato sarebbe uno stile di calligrafia come quello dello "Xuān shì biǎo".
Tuttavia, a parte pochi letterati, all'epoca pochissimi scrissero in questo copione; la maggior parte ha continuato a scrivere in caratteri neo-clericali, o una forma ibrida di semi-corsivo e neo-clericale. La scrittura regolare non divenne dominante fino alle prime dinastie del Nord e del Sud, nel V secolo; c'era una varietà di sceneggiatura regolare che emergeva dal neo-clericale così come dalla sceneggiatura regolare di Zhong Yao, nota come "Wei regolare" (魏楷 Weikai) o "Stele di Wei" (魏碑 Weibei). Pertanto, la scrittura regolare ha parentela nei primi script semi-corsivi e neo-clericali.
Si ritiene che la sceneggiatura sia maturata stilisticamente durante la dinastia Tang, con i calligrafi regolari più famosi e spesso imitati di quel periodo:

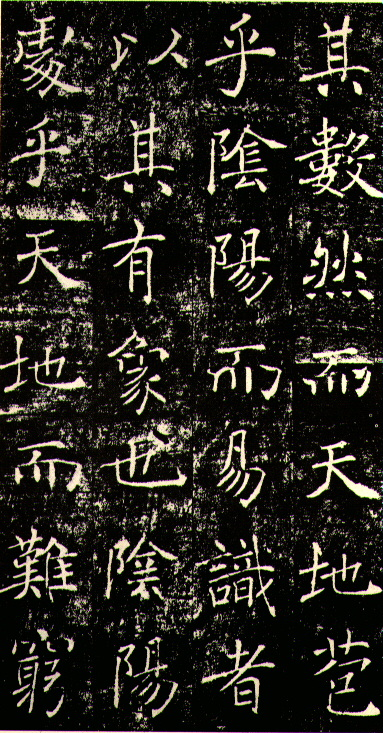
Sheng Jiao Xu by Chu Suiliang: calligrafia in stile Kaishu 其數然而天地苞/乎陰陽而易識者/以其有象也陰陽/處乎天地而難窮

- Quattro grandi calligrafi del primo Tang (初唐四大家):
  - Ouyang Xun (歐陽詢)
  - Yu Shinan (虞世南)
  - Chu Suiliang (褚遂良)
  - Xue Ji (薛稷)

- "Yan-Liu" ("顏柳")
  - Yan Zhenqing (顏真卿)
  - Liu Gongquan (柳公權)

## Caratteristiche
I caratteri dello script regolare con larghezza (o lunghezza) maggiore di 5cm sono generalmente considerati caratteri regolari più grandi, o dakai (大楷), e quelli inferiori a 2cm di solito piccoli caratteri regolari, o xiaokai (小楷). Quelli intermedi sono solitamente chiamati caratteri medi regolari o zhongkai (中楷). Cosa sono rispetto ad altri personaggi. Si dice che gli otto principi di Yong contengano una varietà della maggior parte dei tratti che si trovano nella scrittura normale.
Gli scritti notevoli nella scrittura normale includono:
- Le registrazioni della scultura di Yao Boduo (姚伯多造像記) durante le dinastie del sud e del nord
- La Tavoletta del Generale Guangwu (廣武將軍碑) durante le dinastie del sud e del nord
- La tavoletta del tempio di Longzang (龍藏 碑) della dinastia Sui
- Tombstone-Record di Sui Xiaoci (蘇孝慈墓誌) della dinastia Sui
- Tombstone-Record of Beauty Tong (董美人墓誌) della dinastia Sui
- Dolce primavera al palazzo Jiucheng (九成宮醴泉銘) della dinastia Tang

## Derivati
I caratteri tipografici di Imitazione Song (cinese: 仿宋體; pinyin: fǎng Sòngtǐ) sono caratteri tipografici basati su uno stile stampato sviluppato durante la dinastia Song, da cui si sono sviluppati i caratteri Ming.
Gli stili di carattere tipografico stampati più comuni Ming e sans-serif si basano sulla struttura della scrittura normale.
I caratteri tipografici dei libri di testo giapponesi (教科書 体; Hepburn: kyōkashotai) sono basati su una scrittura regolare, ma modificati in modo che sembrino scritti con una matita o una penna. Seguono anche le forme dei caratteri standardizzate prescritte nei Jōyō kanji.
I caratteri Zhuyin Fuhao, sebbene non siano veri caratteri cinesi, sono praticamente sempre scritti con tratti di scrittura regolari.